# Ronchi (Ala)
Ronchi è una frazione del comune di Ala in Vallagarina, provincia autonoma di Trento.
Si trova ad est rispetto alla sede comunale, in un'ampia valle con caratteristiche prealpine, e risale ad antichi insediamenti di popolazioni di origine germanica.

## Geografia

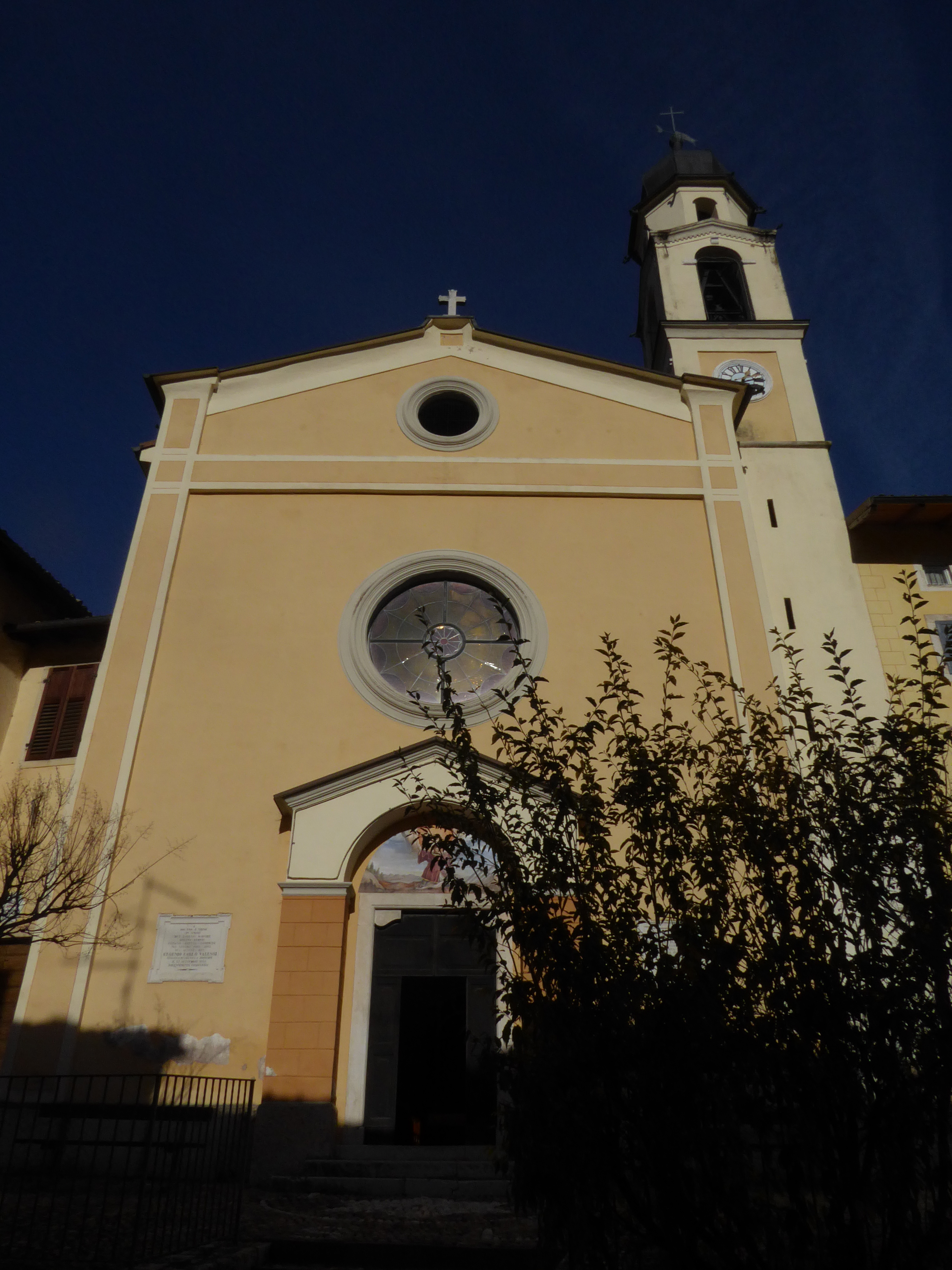
La chiesa di San Lorenzo

Situata sulla sponda sinistra dell'Adige nella Valle di Ronchi, è un punto di partenza per varie escursioni sulle montagne vicine, come Cima Levante (m. 2020). Ronchi fa parte delle frazioni di Ala insieme a Chizzola, Marani, Pilcante, Santa Margherita, Sdruzzinà, Sega di Ala e Serravalle.

## Storia
Ronchi è un antico insediamento medievale di popolazioni di origine germanica qui giunte probabilmente per la vicinanza con l'Altopiano dei Sette Comuni o dei Tredici Comuni veronesi. Sino al XVII secolo in zona era molto diffuso un dialetto con forti inflessioni tedesche e molte località e masi vicini portano nomi tedeschi.
Nel XVII secolo una donna di Ronchi, chiamata la Pomera, venne accusata di stregoneria e imprigionata. Malgrado il tentativo di salvarla di Alfonso Buonacquisto, parroco di Ala, morì in carcere.

### Leggende
Un'antica leggenda popolare vorrebbe che alcuni abitanti di Ronchi siano arricchiti improvvisamente grazie ad un tesoro trovato in un muro o in una macina di un antico mulino.

## Monumenti e luoghi d'interesse

### Architetture religiose
- Chiesa di San Lorenzo

### Architetture civili
- Fucina Cortiana. Si tratta di un antico mulino ad acqua che è stato trasformato in fucina per riprendere le antiche tradizioni dei fabbri locali.[3][4]

## Economia
A lungo l'economia locale è stata legata alle attività silvo-pastorali e alla produzione della calce con numerose calchere. Dal XX secolo è molto diffusa la coltivazione della vite con molte cantine che producono vino. Anche il turismo è diventato, dal secondo dopoguerra, una fonte di reddito.